# 1944 في اليابان
فيما يلي قوائم الأحداث التي وقعت خلال عام 1944 في اليابان.

## سياسة

### تعيين في المنصب
- 22 يوليو – كوني-أكي كويسو رئيس وزراء اليابان.

### انتهاء فترة المنصب
- 22 يوليو – هيديكي توجو رئيس وزراء اليابان.

## مواليد

### فبراير
- 5 فبراير – يوسكي أكيموتو ممثل ياباني.
- 26 فبراير – ماساني تسوكاياما

### مارس
- 31 مارس – توموهيرو نيشيكادو

### أبريل
- 7 أبريل – ماكوتو كوباياشي فيزيائي ياباني.
- 8 أبريل – ماسانوبو إيزومي لاعب كرة قدم ياباني.
- 15 أبريل – كونيشيجي كاماموتو لاعبو كرة قدم يابانيون.

### مايو
- 30 مايو – كاتسويوشي كوهارارا لاعب كرة قدم ياباني.

### يونيو
- 25 يونيو – كويتشي اوكادا ملاكم ياباني.

### يوليو
- 27 يوليو – بونإجي كيمورا لاعب كرة قدم ياباني.

### أغسطس
- 8 أغسطس – موغيهيتو
- 15 أغسطس – ريكو سوزوكي

### سبتمبر
- 12 سبتمبر – يوشيو كيكوجاوا لاعب كرة قدم ياباني.
- 18 سبتمبر – تسويوشي كونيدا لاعب كرة قدم ياباني.
- 28 سبتمبر – يوشيتادا ياماغوتشي لاعبو كرة قدم يابانيون.

### أكتوبر
- 12 أكتوبر – كوني يا دايني لاعب كرة قدم ياباني.

### نوفمبر
- 22 نوفمبر – تاكيشي أونو لاعب كرة قدم ياباني.

## وفيات

### يناير
- 1 يناير – توكوتارو اوكون (مواليد 1913) لاعبو كرة قدم يابانيون.

### أكتوبر
- 15 أكتوبر – ماسافومي أورويما (مواليد 1895) عسكري ياباني.

### نوفمبر
- 24 نوفمبر – كونيو ناكاجاوا (مواليد 1898) عسكري ياباني.